# Owerri
Owerri (igbo: Owèrrè) és la capital de l'estat d'Imo, a Igboland, Nigèria. És coneguda com «el cor d'Igboland». Owerri té tres LGAs: Owerri Municipal, Owerri North i Owerri West. La seva població estimada el 2006 és d'uns 400.000 habitants i té una densitat de població de 40 habitants per quilòmetre quadrat. A l'est de la ciutat hi ha el riu Otamiri i al sud el riu Nworie.
Owerri és coneguda com la capital de l'entreteniment de Nigèria i s'hi celebra l'esdeveniment anual d'elecció de Miss Heartland.

## Història
El 1969 Owerri va ser la capital de la República de Biafra després que l'exèrcit nigerià hagués ocupat les antigues capitals: Enugu, Aba i Umuahia.

## Govern tradicional
L'Eze Dr. Emmanuel Emenyonu Njemanze és l'actual Ozuruigbo d'Owerri. La dinastia d'Eze Owerre fou fundada el segle xiv.

## Transport i comerç

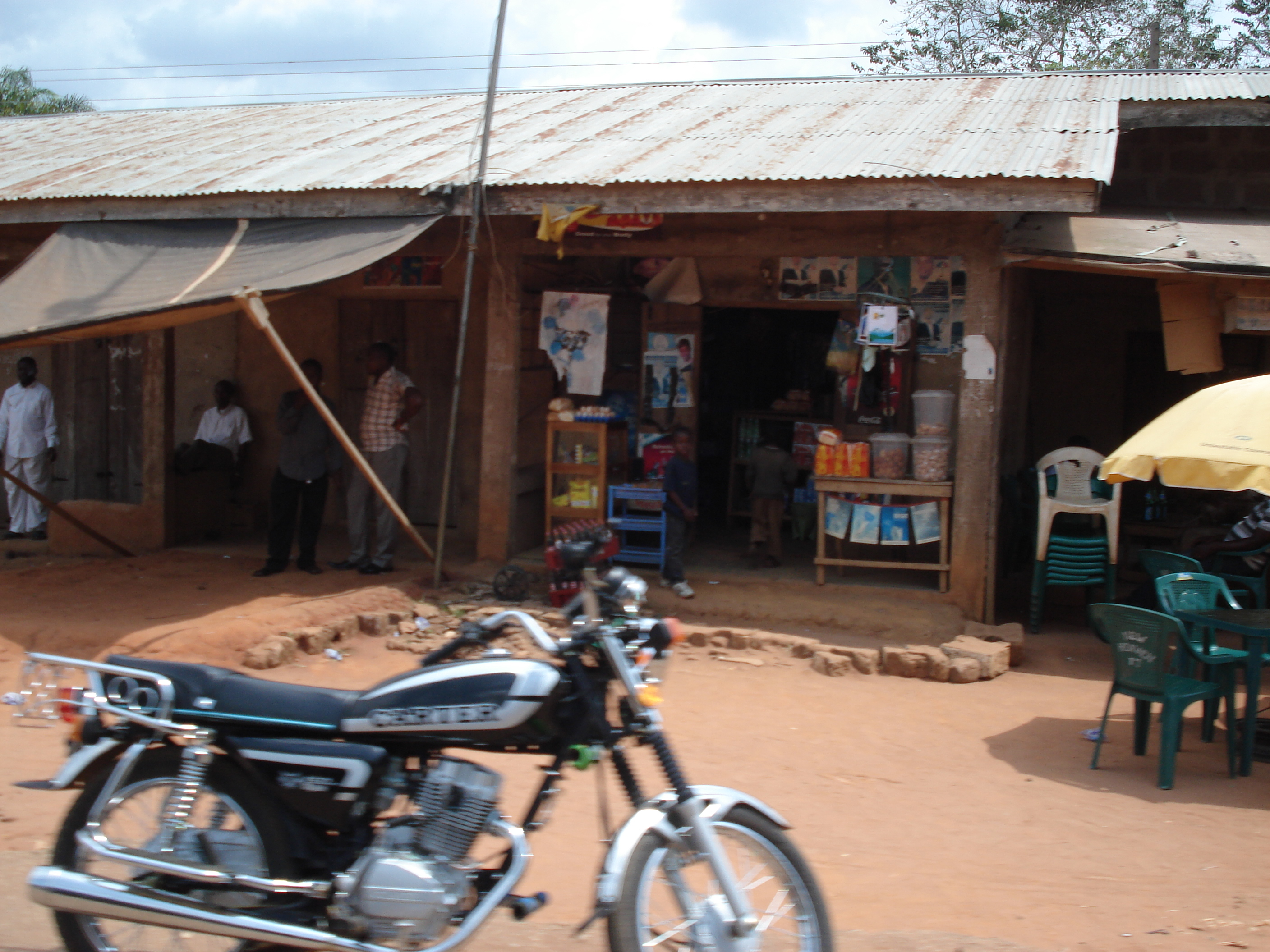
Carrer d'Owerri

A 23 km al sud-est d'Owerri hi ha l'aeroport internacional de càrrega Sam Mbakwe (aeroport estatal d'Imo). La ciutat està unida per carretera amb Aba, Onitsha, Port Harcourt i Umuahia.
El principal mercat d'Owerri és l'Eke Ukwu Owere. A Owerri hi ha cultius de nyam, tapioca, taro, dacsa, cautxú i arecàcia. A Owerri també hi ha reserves de petroli i gas natural.

## Educació
Les institucions educatives més importants d'Owerri són la Universitat Estatal d'Imo, la Universitat Federal de Tecnologia d'Owerri, l'African Institute of Science and Technology, el Federal College of Land Resources Oforola i el Federal Government Girls College Oweri, entre d'altres.

## Religió

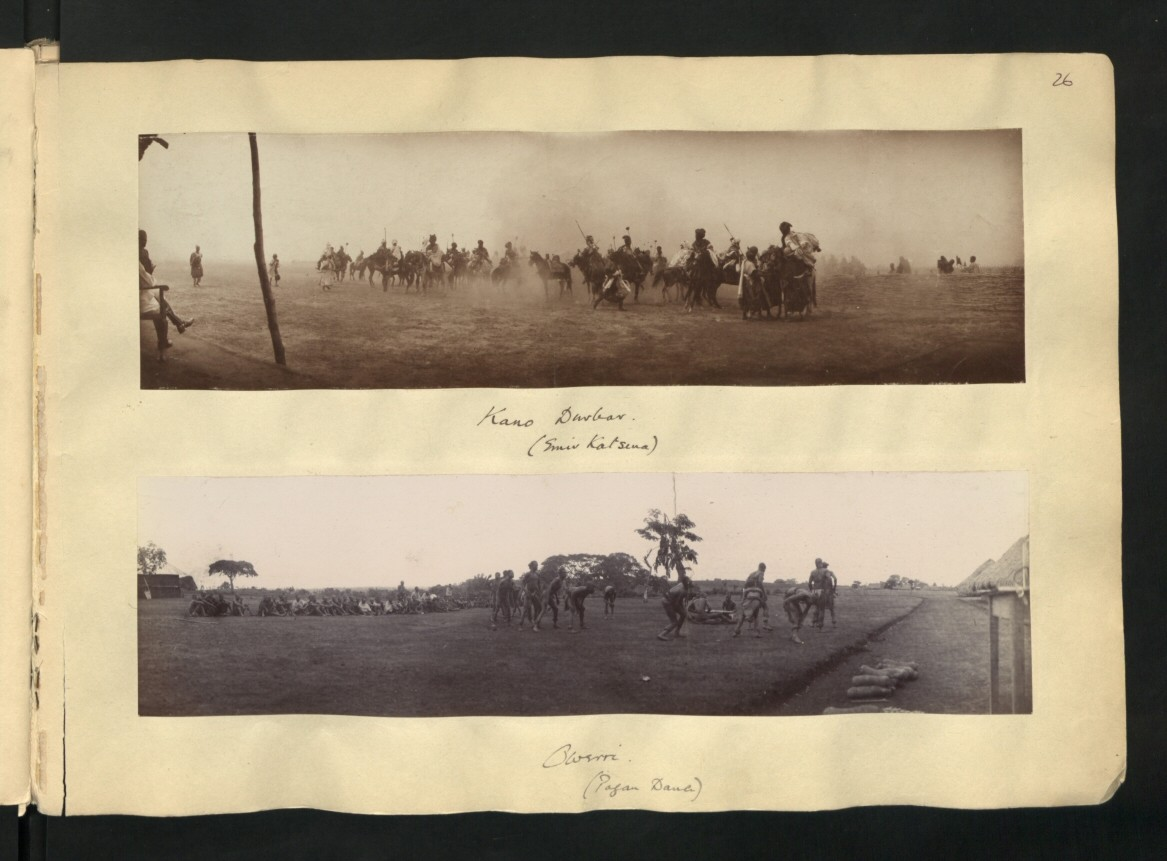
La foto inferior mostra una dansa a Owerri durant l'època colonial

La religió més practicada a Owerri és el cristianisme. L'església catòlica i l'anglicana són les més importants. A la ciutat hi ha la seu de l'Arxidiòcesi Catòlica d'Owerri (en llatí: Archidiocesis Overriensis). Els bisbats que li són sufraganis són els d'Aba, Ahiara, Okigwe, Orlu i Umuahia. El bisbat d'Owerri fou creat el 1950 i aquest fou elevat a arxidiòcesis el 1994. Aquesta cobreix una zona de 2.996 km² i una població de 670.000 catòlics (d'una zona que té una població total d'1.693.329 habitants - 2004). L'església anglicana també té una diòcesi a la ciutat.

## Personalitats notables
- John Chiedozie, exfutbolista professional, internacional amb la selecció absoluta de Nigèria.[8]
- Gloria Chinasa, jugadora de futbol professional, internacional amb la selecció absoluta femenina de Guinea Equatorial.[9]
- Eric Obinna Chukwunyelu, futbolista professional.[10]
- Obinna Eregbu, atleta de salt de llargada. Medallista d'or als Jocs Africans i als Jocs de la Commonwealth.[11]
- Herbie Hide, boxejador professional, dues vegades campió mundial de pesos pesants.[12]
- Henry Isaac, futbolista professional, internacional amb la selecció absoluta de Nigèria.[13]
- Nwankwo Kanu. Futbolista professional, internacional amb la selecció absoluta de Nigèria.[14]
- Paul Obiefule, futbolista professional, internacional amb la selecció absoluta de Nigèria.[15]
- Uche Okafor, futbolista professional i entrenador, internacional amb la selecció absoluta de Nigèria.[16]
- Charity Opara, atleta. Guanyadora d'una medalla de plata als Jocs Olímpics d'estiu de 1996.[17]
- Mobi Oparaku, futbolista professional, internacional amb la selecció absoluta de Nigèria.[18]
- Ezenwa Otorogu, futbolista professional.[19]
- Eke Uzoma, futbolista professional.[20]